# Cancelaria Președintelui Republicii Poloneze

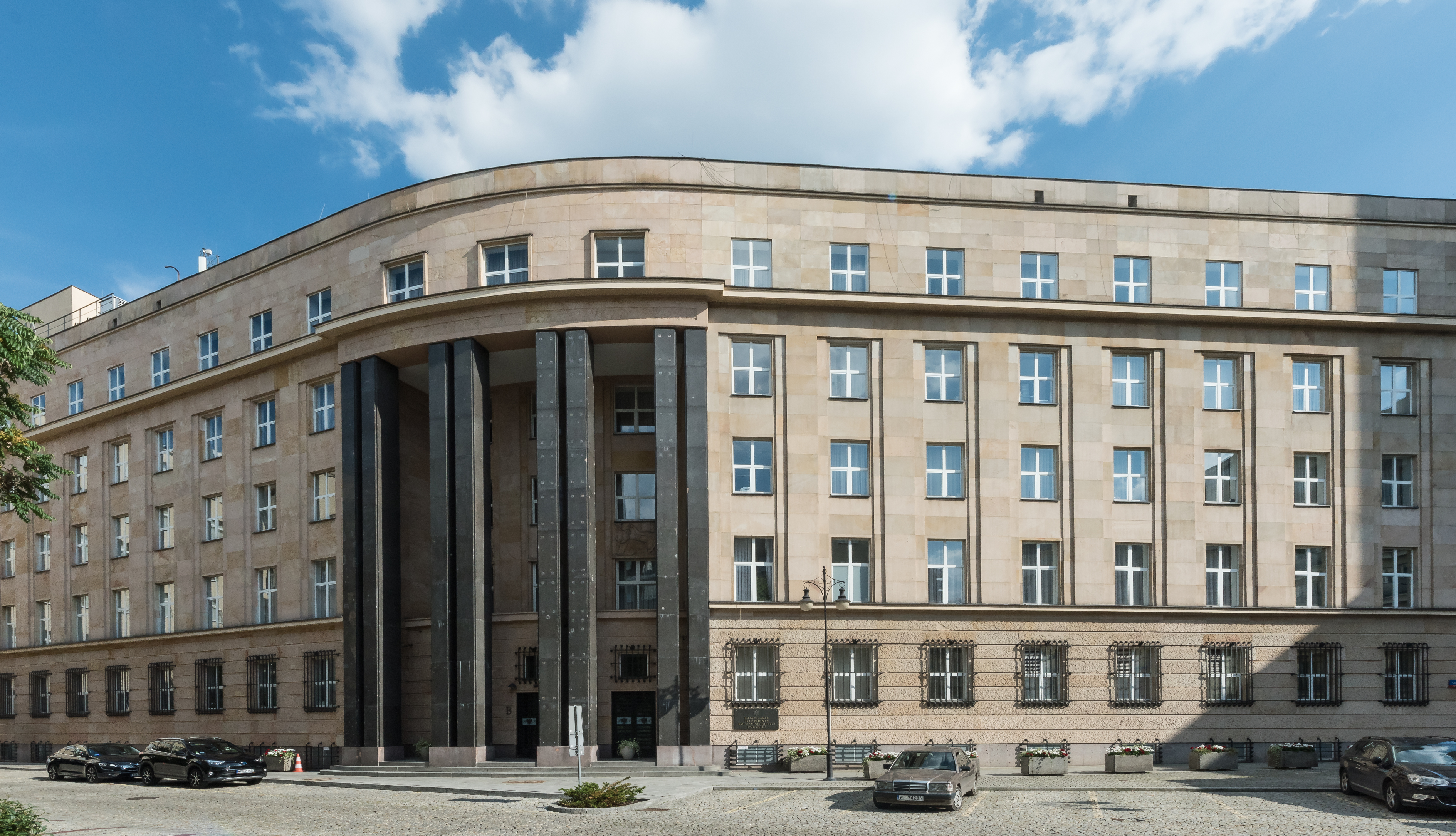

Cancelaria Președintelui Republicii Poloneze (poloneză Kancelaria Prezydenta Rzeczypospolitej Polskiej), stabilită în 1989, este o instituție care se află în subordinea și vine în sprijinul președintelui Poloniei. Șeful Cancelariei (Szef Kancelarii) este numit de Președinte.